# 楊承閔
楊承閔（1522年—？），字子孝，號水南，浙江寧波府鄞縣人，民籍，明朝政治人物。

## 生平
己酉科（1549年）浙江鄉試第三十三名舉人。嘉靖三十五年（1556年）中式丙辰科二甲第七十六名進士。工部观政，授刑部主事，四十一年復除原职，四十三年升员外，四十四年升郎中，再升广东潮州府知府，隆慶三年調補雷州府。

## 家族
曾祖楊守隰；祖父楊茂禮；父楊美琮，母姜氏。兄承颜、弟承诲、承远。